# Lonchotus ambrensis
Lonchotus ambrensis är en skalbaggsart som beskrevs av Roger Paul Dechambre 1986. Lonchotus ambrensis ingår i släktet Lonchotus och familjen Dynastidae. Inga underarter finns listade i Catalogue of Life.